# Beška
Beška (en serbe cyrillique : Бешка) est une localité de Serbie située dans la province autonome de Voïvodine. Elle fait partie de la municipalité d'Inđija dans le district de Syrmie (Srem). Au recensement de 2011, elle comptait 5 783 habitants.
Beška, officiellement classé parmi les villages de Serbie, est une communauté locale, c'est-à-dire une subdivision administrative, de la municipalité d'Inđija.

## Géographie

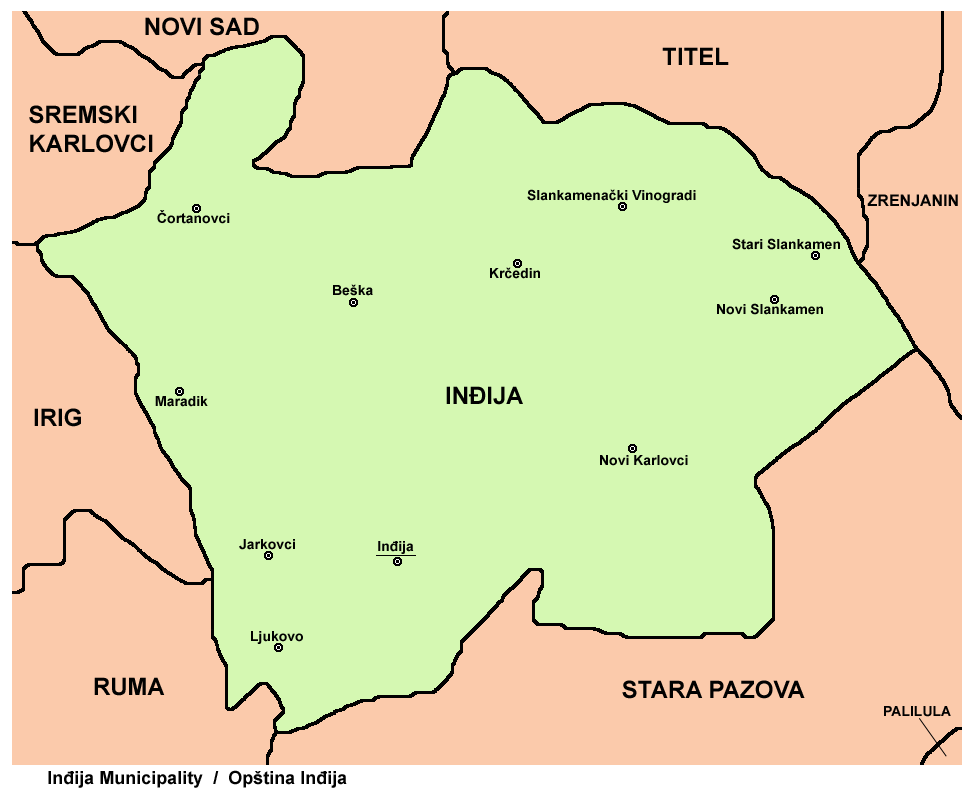
Localisation de Beška dans la municipalité d'Inđija

Beška se trouve dans la région de Syrmie, au pied du versant oriental du massif de la Fruška gora, à proximité de la rive droite du Danube.

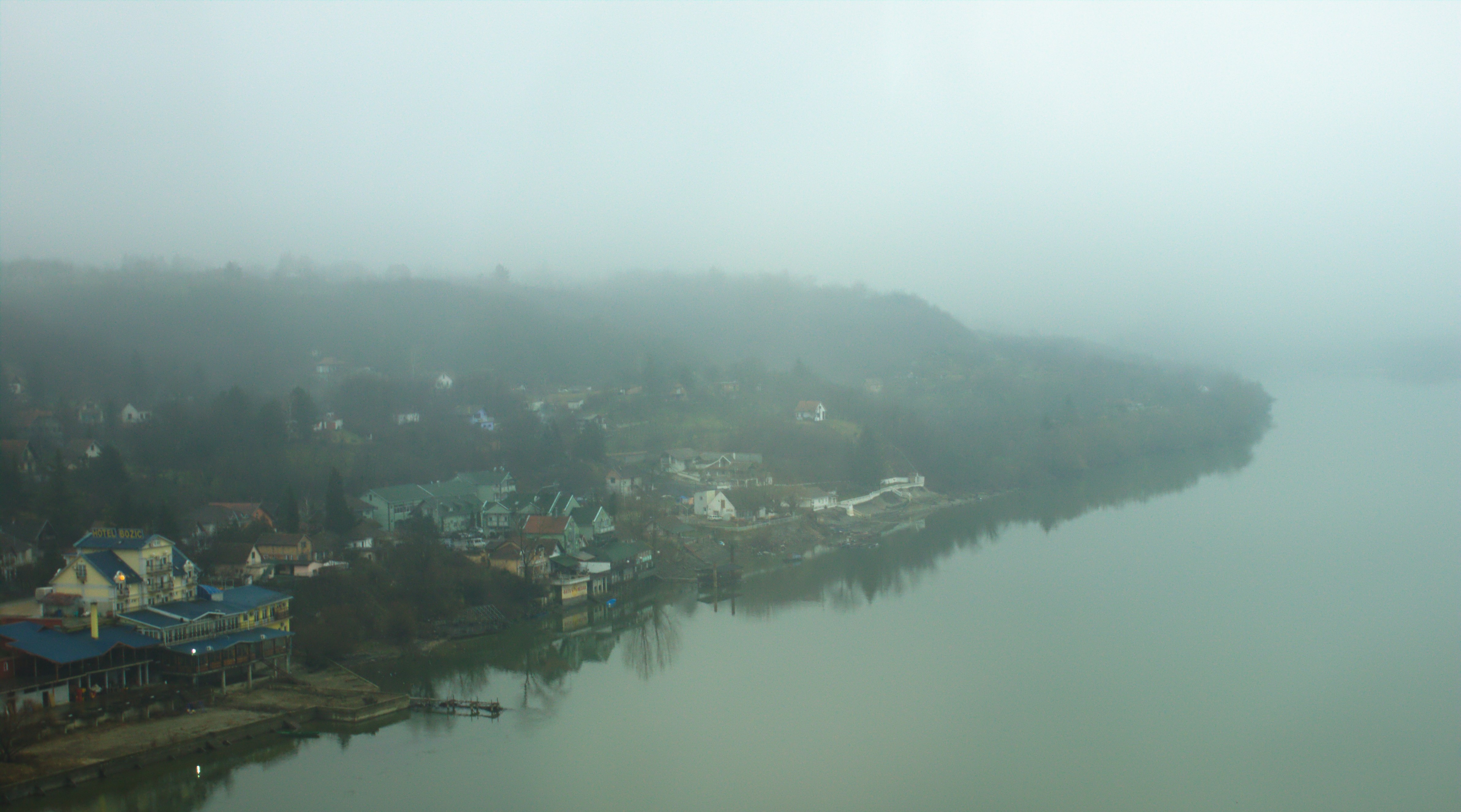
Le Danube à Beška

## Histoire
Le secteur de Beška était habité à la Préhistoire, ainsi qu'en témoigne le site de Kalakača, situé à 4 kilomètres du village sur une terrasse de lœss dominant le Danube ; y ont été mis au jour des vestiges remontant à la fin de l'âge du bronze et à l'âge du fer, notamment des céramiques, des huttes circulaires et des silos, le tout caractéristique de la culture de Bosut ; en raison de son importance, Kalakača est inscrit sur la liste des sites archéologiques de grande importance de la République de Serbie. Dans le secteur de Beška, une nécropole romaine a également été découverte, datant des IIIe et IVe siècles ; une des tombes conserve des fresques qui remontent à la période de la Tétrarchie.
Beška est mentionné pour la première fois en 1546 ; à cette époque, le village faisait partie de l'Empire ottoman et appartenait au sandjak de Syrmie, une subdivision du pachalik de Budin. Par le traité de Karlowitz, signé en 1699, il entra dans les possessions des Habsbourgs et fut rattaché à la zone tampon de la frontière militaire ; il fit alors partie des terres de la puissante famille Odescalchi.
Au moment de la révolution de 1848, les habitants de Beška envoyèrent des délégués à l'assemblée de mai qui se tint à Sremski Karlovci et où l'on vota la création de la Voïvodine de Serbie, une province autonome au sein de l'empire d'Autriche. En 1949, le village fut intégré au voïvodat de Serbie et du Banat de Tamiš qui perdura jusqu'en 1860 ; il fut alors de nouveau rattaché à la Frontière militaire puis fit partie du royaume de Croatie-Slavonie, une entité rattachée au royaume de Hongrie au sein de l'empire d'Autriche-Hongrie. À cette époque, des populations germaniques vinrent s'y installer.
Après la dislocation de l'Autriche-Hongrie en 1918, Beška fit partie du royaume des Serbes, Croates et Slovènes, qui, en 1929, devint le royaume de Yougoslavie ; après 1929, le village fut rattaché à la banovine du Danube. Après la Seconde Guerre mondiale, les Allemands durent quitter le village précipitamment. Au moment des guerres de Yougoslavie, des Serbes vinrent s'y installer, venant principalement de la Slavonie, de la Lika, de la Dalmatie et de la Bosnie.

## Démographie

### Évolution historique de la population
| 1948  | 1953  | 1961  | 1971  | 1981  | 1991  | 2002  | 2011  |
| ----- | ----- | ----- | ----- | ----- | ----- | ----- | ----- |
| 3 648 | 3 976 | 5 378 | 6 351 | 6 377 | 6 166 | 6 239 | 5 783 |

|  |

### Données de 2002
Pyramide des âges (2002)
En 2002, l'âge moyen de la population était de 37,3 ans pour les hommes et 40,6 ans pour les femmes.
Répartition de la population par nationalités (2002)
En 2002, les Serbes représentaient 76,4 % de la population ; le village abritait notamment des minorités croates (8,1 %), hongroises (2,2 %) et roms (1,4 %).

### Données de 2011
En 2011, l'âge moyen de la population était de 41,8 ans, 40,3 ans pour les hommes et 43,4 ans pour les femmes.

## Culture
La maison de la culture Branko Radičević a ouvert ses portes en 1986. L'association culturelle et artistique Branko Radičević a été créée en 1952 ; elle anime notamment un groupe folklorique et une troupe de théâtre.
Un journal, les Beščanske novine (les « Nouvelles de Beška ») est publié dans le village.

## Sport
Beška possède un club de football, le FK Hajduk Beška, créé en 1926. Le village possède aussi un club de basket-ball, le KK Hajduk, fondée en 1971, et un club de handball, le RK Hajduk, lui aussi fondé en 1971 ; on y trouve encore un club de basket-ball féminin, un club de bowling, un club de football en salle, un club d'échecs et un club d'athlétisme.

## Éducation
Beška abrite une école maternelle, l'école Maslačak, qui est une antenne de l'école Boško Buha d'Inđija ; elle accueille les enfants de 6 mois à 3 ans. Le village abrite aussi une école élémentaire (en serbe : osnovna škola), l'école Braća Grulović, dont l'origine remonte à 1690 ; elle a reçu son nom actuel en 1965 ; fin 2009, elle accueillait 226 élèves dans les classes inférieures et 260 élèves dans les classes supérieures.

## Économie
40 % de la population de Beška travaille à Belgrade et à Novi Sad, tandis que le reste de la population active travaille dans l'agriculture et la viticulture.

## Tourisme

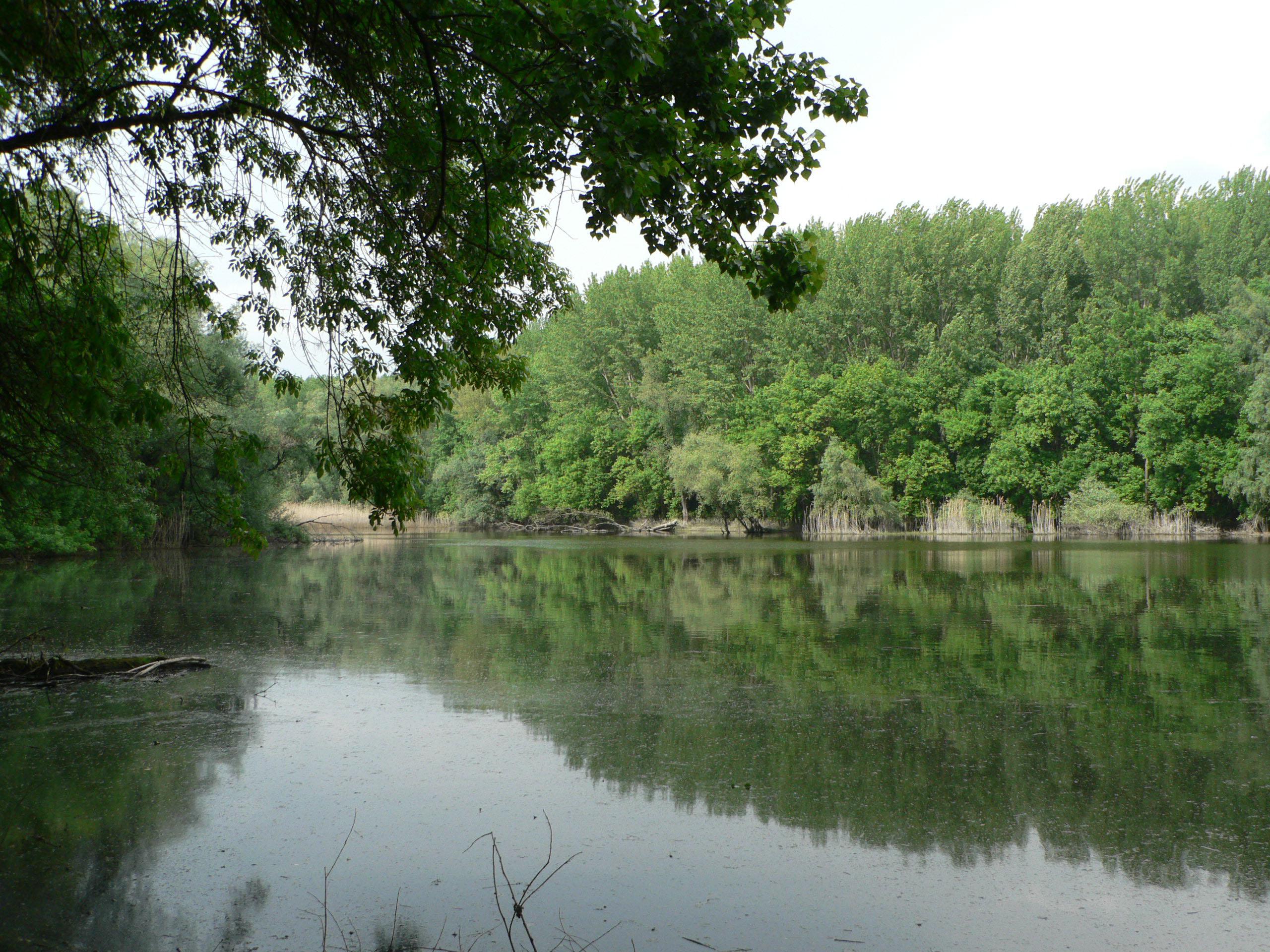
Le Koviljsko-petrovaradinski rit

Beška est située au pied de la Fruška gora. Un parc national a été créé dans le massif en 1960, ; en 2000, le secteur a été désigné comme une zone importante pour la conservation des oiseaux (en abrégé : ZICO).

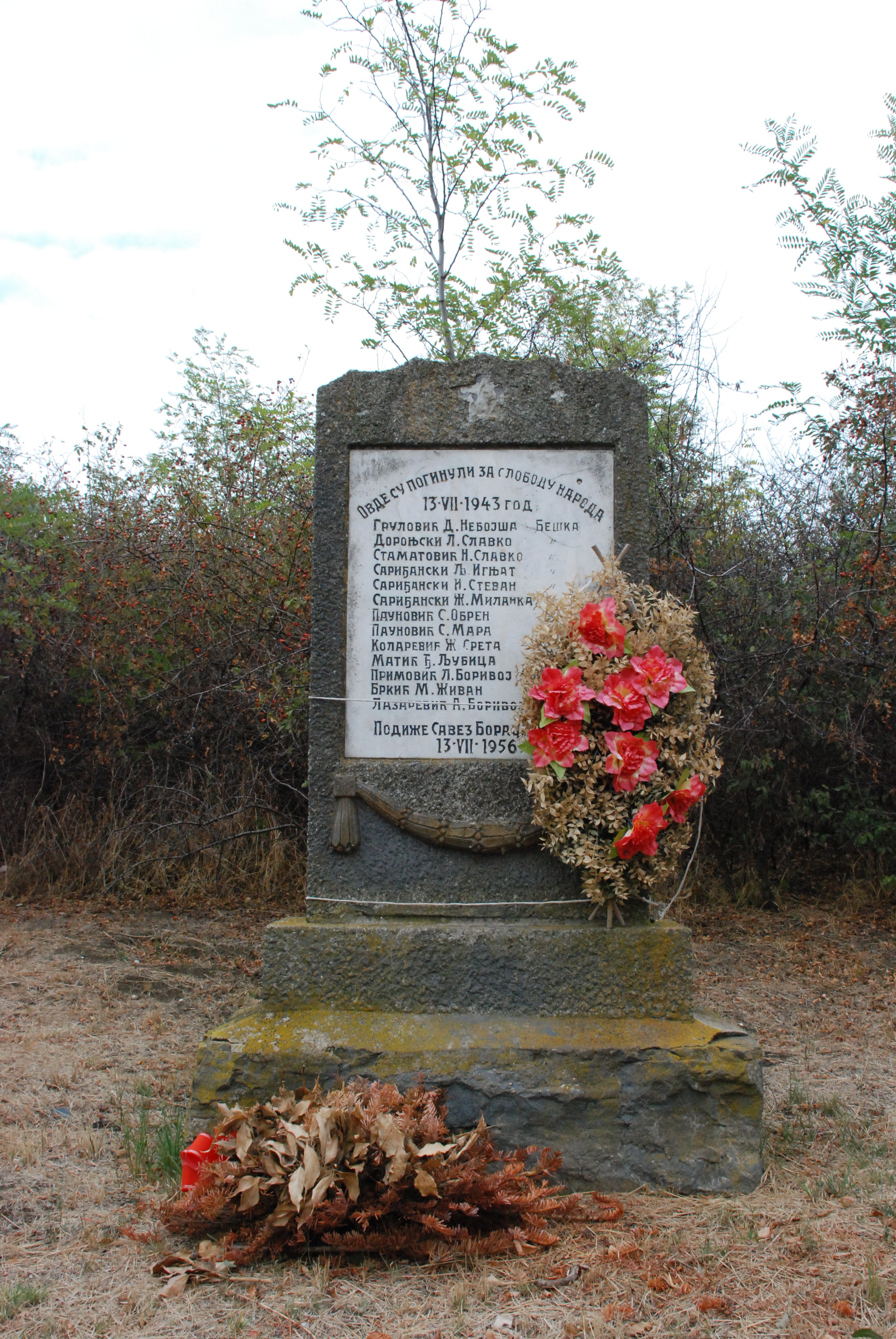
Le monument aux habitants exécutés

La réserve naturelle du Koviljsko-petrovaradinski rit s'étend en partie sur le territoire du village ; l'ensemble couvre une superficie de 4 840 ha ; en 2000, un secteur de 5 500 ha a été défini comme une zone importante pour la protection des oiseaux. On y  rencontre notamment la cigogne noire (Ciconia nigra) et le pygargue à queue blanche (Haliaeetus albicilla).
L'église orthodoxe de la Présentation-de-la Mère-de-Dieu-au-Temple de Beška date de la seconde moitié du XVIIIe siècle ; elle est inscrite sur la liste des monuments culturels de grande importance de la république de Serbie ; son iconostase a été peinte par Pavle Bošnjaković entre 1838 et 1840 dans un style classicisant. Sur le territoire du village se trouve aussi la chapelle de la Sainte-Parascève, mentionnée pour la première fois en 1781. Le village abrite aussi une église catholique, une église évangélique et une église réformée.
Le monument aux habitants exécutés du village est classé.

## Transport

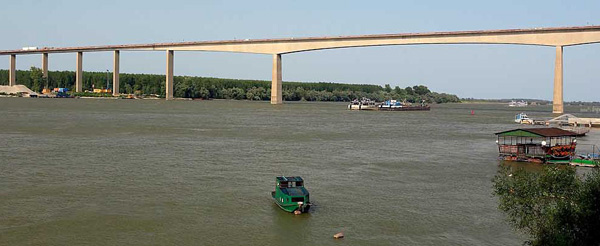
Le pont de Beška sur le Danube

Beška se trouve à 28 kilomètres de Novi Sad et à 56 kilomètres de Belgrade. Le pont de Beška, sur le Danube, est situé sur la route européenne E75 ; il a été construit en 1975 et rénové en 2011. Conçu par l'ingénieur Branko Žeželj, il a été réalisé par la société belgradoise Mostogradnja.

## Personnalités
Danica Jovanović (1886-1914), une femme peintre, est née à Beška, tout comme le peintre et caricaturiste Miro Stefanović. Le héros national Nikola Grulović (1888—1959) et le poète Veljko Vukmanović (1930-2005) sont également originaires du village.